# História dos Carmelitas

## Em Portugal
A instituição da província portuguesa da Ordem dos Carmelitas Descalços data de 1612, ano em que se separaram os conventos portugueses dos conventos da Baixa Andaluzia. 
O 1º superior português foi eleito em 1628, no Capítulo Geral da Ordem, celebrado em São Pedro de Pastrana (Espanha), mas a separação definitiva da congregação espanhola só se veio a efectivar em 1773, com a realização de um Capítulo Provincial com vigor de Geral em que foi nomeado o primeiro Prior Geral da Congregação da Beatíssima Virgem Maria do Monte Carmelo do Reino de Portugal. 
A província portuguesa esteve sediada, desde o início, em Lisboa no convento de Nossa Senhora dos Remédios, primeiro convento português da Ordem dos Carmelitas Descalços, fundado em 1581. Para padroeiro do convento escolheu-se São Filipe, em homenagem ao monarca reinante. Em 1604, quando o convento foi transferido para outras instalações, deu-se à nova casa a invocação de Madre de Deus, tomando a província o nome do apóstolo São Filipe. 
Mais tarde, quando se construiu o edifício definitivo, passou a designar-se Convento de Nossa Senhora dos Remédios. No convento funcionava também o noviciado. Na segunda metade do século XVII, os serviços da Procuradoria Geral da Ordem passaram para o convento de Corpus Christi de Lisboa. 
Os conventos femininos de Carmelitas Descalços deviam subordinação e obediência ao Geral da Ordem e ao Provincial dos Descalços.

## No Brasil
Em 1580 quatro padres carmelitas sob a orientação de Frei Domingos Freire acompanharam a expedição de Frutuoso Barbosa encarregada de fundar uma colônia na Paraíba. Da carta de apresentação dos carmelitas destacados para ir ao Brasil, se conhecem também os nomes dos outros seus companheiros: Frei Alberto de Santa Maria, Frei Bernardo Pimentel e Frei Antônio Pinheiro. Na mesma carta se encontra expressa a motivação destes carmelitas: «é obrigação nossa e de todos os religiosos que professam nosso modo de vida, servir a Deus e à sua Mãe SSma., dedicando-se à salvação das almas e incremento da religião cristã».   
A tentativa da colonização fracassou, por causa de uma violenta tempestade que dispersou os navios. Barbosa voltou para Portugal, mas os carmelitas ficaram em Pernambuco e se estabeleceram numa capelinha dedicada a Santo Antônio, doada pelo governador de Olinda. Chegando outros religiosos, chefiados por Frei Pedro Viana de Portugal em 1583 e 1588, iniciaram as fundações de conventos. O primeiro a ser estabelecido em 1583 foi o Convento do Carmo de Olinda, onde 13 anos depois já funcionava uma escola e um curso de teologia. Os religiosos se dedicavam também à evangelização dos índios.
Em 1586 frei Damião Cordeiro fundou o Convento do Carmo de Salvador da Bahia. Frei Pedro Viana, com outros carmelitas, foi para o sul do país e fundou o Convento de Santos (1589) e o da Praça XV no Rio de Janeiro (1590). Seguiram-se depois outras fundações em Angra dos Reis (1593) e São Paulo (1594).

### O desenvolvimento ulterior
O capítulo provincial de Portugal erigia em 1595 o vicariato (ou vigararia, ou vice-província) do Brasil, com as 6 casas já fundadas. O primeiro vigário foi Frei João de Seixas. Em 1606 o vicariato contava com 99 frades.
Nos anos seguintes construíram-se conventos em: São Cristóvão (1600), Paraíba (antes Vila Real, 1608), São Luís (MA, 1616), Belém do Pará (1624), Mogi das Cruzes (1629).
Naquele tempo as atividades dos religiosos em várias regiões do país eram a instrução e assistência moral e religiosa do povo, e a propagação da devoção mariana. Em 1635 os carmelitas no Brasil eram mais ou menos 200. Houve mártires entre eles: frei Luís do Rosário, lançado ao mar por piratas holandeses e frei Antônio da Encarnação assassinado por ter censurado a vida errada de um português. Os dois acontecimentos se deram no ano de 1619. Na época da invasão holandesa de Pernambuco alguns padres foram presos, outros conseguiram fugir.

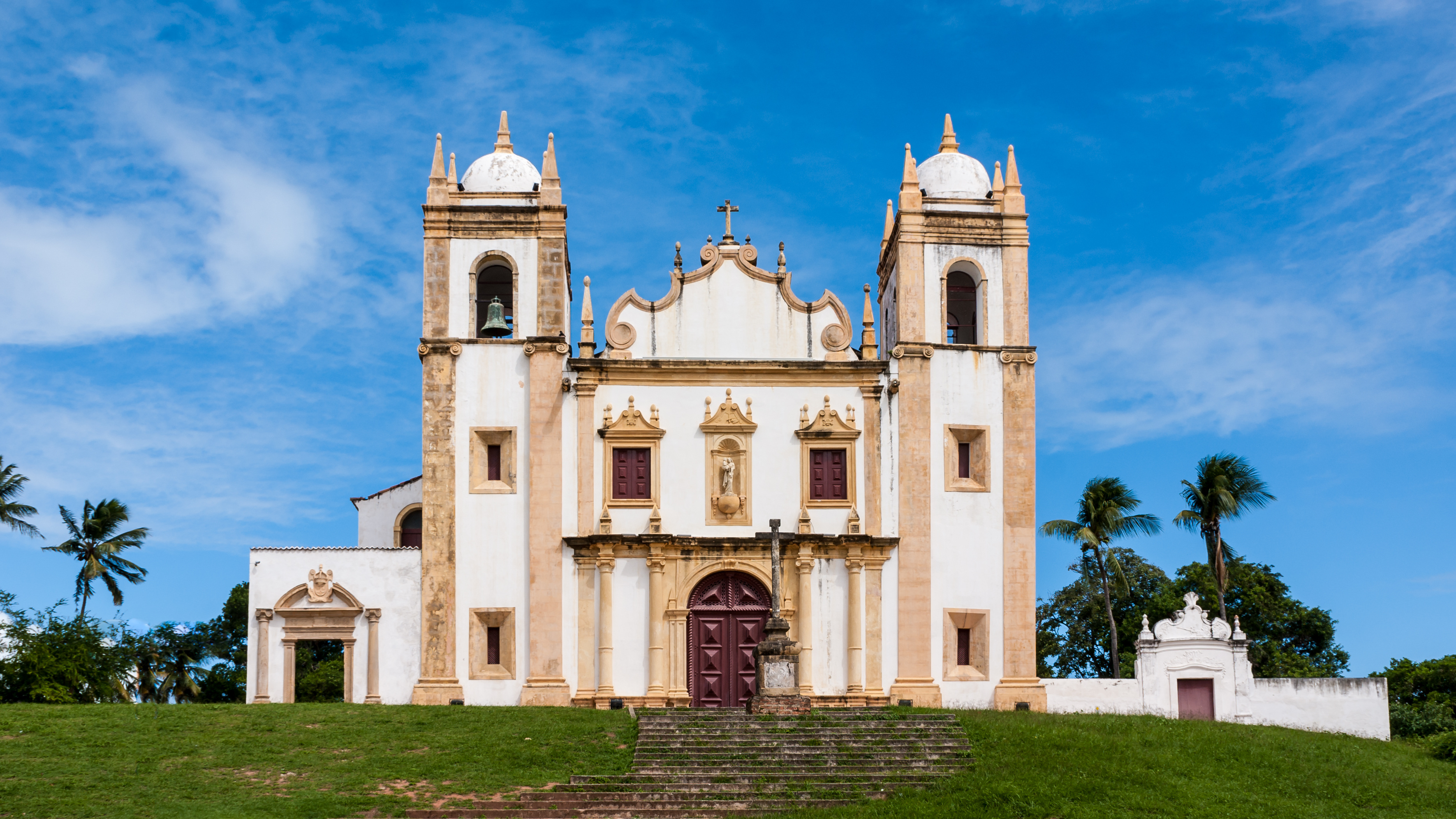
A Igreja do Carmo de Olinda, primeiro templo da Ordem do Carmo nas Américas.

Acolhendo o desejo de independência expressado já desde 1635, em 1640 o Prior Geral Teodoro Straccio instituiu a província brasileira, mas os protestos do governo português anularam esta disposição. O único resultado que ficou, foi a divisão em duas vice-províncias: a do Estado do Brasil, com 9 conventos (Olinda, Salvador, Santos, Rio de Janeiro, São Paulo, São Cristóvão, Paraíba, Angra dos Reis, Mogi das Cruzes); e a do Estado do Maranhão, com 3 (São Luís, Belém e Gurupá). Em 1648 o Capítulo Geral da Ordem tentou uma vez mais a instituição da Província do Brasil, sem resultado. Em 1675, como nos mostra um catálogo, o número dos religiosos era de 186 na Vice-Província do Brasil e de 60 na Vice-Província de Maranhão. 

### No Estado do Brasil
Em 1685 as casas do Estado do Brasil foram divididas em outros dois vicariatos: o do Rio de Janeiro, com os conventos de Rio de Janeiro, Santos, São Paulo, Angra dos Reis, Mogi das Cruzes, Vitória do Espírito Santo (fundado em 1685); e o da Bahia-Pernambuco com os conventos de Olinda, S. Cristóvão, Paraíba, Recife (1654), Goiana (1666), Salvador ou Bahia, Rio Real.
Por Breve do papa Clemente XI, de 20 de Abril de 1720, estes dois vicariatos foram constituídos em províncias independentes de Portugal e autônomas: as duas províncias eram assim a da Bahia-Pernambuco e a outra do Rio de Janeiro.
A Província do Rio de Janeiro tinha já fundado no entanto a missão de Marvin (SP), e a residência de Itu (SP) em 1719, que terá igreja e convento reconstruídos em 1765; em 1721 contava 204 religiosos, entre sacerdotes, estudantes clérigos e irmãos leigos.
A província de Bahia em 1720 contava 80 religiosos professos, além de diversos padres que moravam fora do convento, em fazendas, e mais de 25 religiosos com residência em Lisboa. Esta província funda a missão de Sirinhaém (PE) em 1729 e a residência de Alagoas em 1732.
Então, no vicariato da Bahia em 1677 o Frei João de S. José e outros 4 ou 5 padres tiveram a permissão de viver no convento de Goiana e de seguir a reforma iniciada na França no ano de 1636 na província Turonense. Em 1683 o Prior Geral Ângelo Monsignani deu a eles normas (chamadas de «13 artigos») e nomeou o Frei João comissário geral. No ano seguinte o Frei João é autorizado a tomar conta do convento da Paraíba e, em 1686, do conventinho perto de Recife (atual convento da Piedade). A reforma se difundiu em outros conventos e em 1725 foi elevada a Vicariato. Em 1744 tornou-se Província reformada independente (província de Pernambuco) com as casas de Goiana, Recife e Paraíba, 6 residências ou missões no Brasil e uma hospedaria em Lisboa (Portugal). Os frades nesta época eram aproximadamente 100.

### O ciclo missionário no Maranhão
As casas no Estado do Maranhão eram separadas do resto do Brasil e se desenvolveram independentemente, não se destacando contudo de Portugal.
Em 1615  frei Cosme da Anunciação e frei André da Natividade acompanharam Alexandre de Moura como capelães na expedição contra os franceses a São Luís (MA). No mesmo ano foi dado a eles um lugar para o convento, que constróem no ano seguinte.
Outras fundações no século XVII são: Belém do Pará (1624), Gurupá (1639, mas abandonada em 1674), e Alcântara (1647). Em 1624 os conventos do Grão-Pará tornaram-se vigararia separada (= Vicariato do Maranhão), que em 1674 contava com 60 frades. Seguem depois as fundações de Ponta do Bonfim (1718) e Vigia (1737).
Este vicariato realizou missões no interior do Amazonas ao longo dos rios Negro e Solimões (1695-1755), desenvolvendo intenso trabalho com os índios. Não começou por impulso missionário "puro", mas é consequência de uma política deliberada por parte do Estado colonialista português à procura da segurança e consolidação das fronteiras conflitantes entre Império espanhol e Império lusitano. Os carmelitas atuaram através do sistema comum tripartido daquela época: convento, fazenda, aldeamento; e administravam uma rede importante de aldeamentos na primeira parte do século XVIII. Assim, além de vilas e lugares, eles têm várias aldeias, como as de Barcelos, Moura, São Gabriel, Taraucá, no Rio Negro; as de Javan, Jatal, Coan, etc., no Rio Solimões; o que lhes foi tirado por alvará de 1755, as missões, passando a freguesias, foram desaparecendo aos poucos.
Para o sustento das obras em todas essas regiões, os missionários contavam com doações de terras, possuindo várias fazendas com criação, casas e escravos. Houve, inclusive, abusos de alguns em questões de compra e venda ou no trato dos indígenas.
Em 1714, vários religiosos coristas foram assassinados pelos Anapurus, quando iam de São Luís para a Bahia a fim de serem ordenados. Outros mártires a serem lembrados: frei Francisco de Santo Anastácio mais ou menos em 1699, frei Francisco Xavier em 1701 no Solimões pelos índios Coxiguares, frei José de Aguiar pelos Caburunas em 1709, frei Antônio de Andrade em 1720 pelos Chuaris e Jumás, frei Raimundo de Santo Eliseu Barbosa no lugar Moreira, dia 24 de Setembro de 1754, pelos Daris, e frei Matias de São Boaventura Diniz em 1758 pelos Caiuvicenas.

### Época áurea do Carmelo
Os séculos XVII e XVIII constituem a época áurea do Carmelo brasileiro, com vasta distribuição geográfica de conventos, subdivididos em 3 províncias distintas (Rio de Janeiro, Bahia, Pernambuco) e mais o vicariato do Maranhão e Pará. Grande era o incremento vocacional e eficaz a presença pastoral na vida do povo. No final do século XVIII no Brasil estavam quase 500 religiosos carmelitas.
As atividades pastorais eram sobretudo as da pregação, da sacramentalização, da devoção mariana. Nas províncias, vários conventos eram sedes para os estudos de humanidade, de filosofia e de teologia. Alguns religiosos participavam da vida cultural da época.
Vários carmelitas foram famosos pela santidade, entre os quais os veneráveis frei Luís do Rosário (1591-1619), frei Jeronymo Pessoa (†1629), frei João de São José, e o irmão leigo frei Gonçalo da Mãe de Deus (†1654), do qual se deu início ao processo para sua beatificação. 
Dentre os bispos carmelitas do Brasil nesta época podemos lembrar: dom Frei Francisco de Lima (†1704), segundo bispo do Maranhão; dom frei Bartolomeu do Pilar (1667-1733), primeiro bispo do Pará; dom frei Carlos de São José e Sousa, bispo de Maranhão (1777-1850).
O Carmelo brasileiro deu também à pátria personagens ilustres e valiosos como:
- Frei Leandro do Santíssimo Sacramento (1778-1829), fundador do Jardim Botânico do Rio de Janeiro;
- Frei José de Santa Madalena, o introdutor da vacina contra a varíola no Brasil;
- Manuel Arruda Câmara (1752-1810), médico e botânico, fundador do Areópago de Itambé, que influenciou a Conspiração dos Suassunas (Pernambuco, 1801);
- Frei Joaquim do Amor Divino Rabelo e Caneca, ativista na Revolução Pernambucana (1817) e na Confederação do Equador (1824), fuzilado em 1825.

### Declínio e restauração
Como outras Ordens, a Carmelita entrou em declínio nos últimos anos coloniais e no tempo do Império. Como consequência da pouca vivência do carisma e mais tarde com a proibição em 1855 de se receberem noviços e abrir novas casas pelo governo imperial, a Ordem chegou quase a extinção.
No Rio de Janeiro, pelo decreto do despejo real em 1808, o Convento do Carmo foi convertido em paço da cidade e depois no Instituto Histórico e Geográfico Brasileiro, assim como a Igreja do Carmo foi transformada em capela real, depois imperial. Os carmelitas mudaram-se provisoriamente para o convento de Nossa Senhora de Oliveira e em 1810 receberam por doação o antigo seminário com capela anexa de Nossa Senhora da Lapa do Desterro. 
Após algumas contendas e discórdias com religiosos do Maranhão, os do Pará ligam-se à província carmelitana fluminense. Os do Maranhão conseguem alguns noviços do parlamento provincial (1838) e tentam incorporar-se à província da Bahia (1858); o que não foi levado a efeito.
Em 1888 o vigário geral da Ordem, Frei Angelo Savini, promoveu a primeira tentativa de restauração no Brasil: três religiosos (dois malteses e um irlandês) chegaram para esta finalidade, em Recife. Mas alguns meses depois a tentativa fracassou.
Com o advento da República, em 1889, proclamou-se a separação da Igreja do Estado e as Ordens religiosas podiam de novo desenvolver-se livremente. Porém, com profunda mágoa escreve Dom Antônio Ferreira Viçoso, bispo de Mariana: «Os carmelitas e franciscanos estão divididos no Brasil em diversas províncias com seu provincial, mas cada um com poucos religiosos, uns poucos nas capitais e o resto dos conventos com um só ....» (ap. J. Dornas Filho, O padroado e a Igreja brasileira, São Paulo, 1938, 29). Nota-se que em 1890 havia no Brasil apenas 8 carmelitas (3 no Rio de Janeiro, 2 na Bahia, 1 em S. Luís do Maranhão e 2 em Pernambuco). A quase totalidade dos conventos estava abandonada e em ruínas.
Em 1891 os mosteiros e conventos das Ordens e Congregações religiosas passaram à jurisdição dos bispos. Neste mesmo ano morre o último religioso carmelita da região Norte e o ministro do Interior incorpora a maior parte dos bens dos carmelitas ao patrimônio da União; o convento de São Luís foi vendido e o de Belém passará para os salesianos(1930).
Sucessivamente, de novo se impulsionou a restauração do Carmelo brasileiro por outro prior geral, o Frei Luigi Galli, que pediu à província da Espanha para assumir esta missão. Em 1894 alguns carmelitas espanhóis se estabeleceram em Recife e dois anos depois restauraram Angra dos Reis e Rio de Janeiro.
Em 1900 os espanhóis tomavam a decisão de concentrar as próprias forças somente na restauração das províncias da Bahia e de Pernambuco. O Prior Geral, Frei Pio Mayer, pediu ajuda aos carmelitas holandeses que em 1904 enviaram 6 padres e 1 irmão para assumir Rio de Janeiro e outros conventos abandonados.
Ao convento de Recife se ajuntou, em pouco tempo, o convento de Goiana, reaberto e as fundações novas de Gameleira (1920) e Princesa Isabel (1938). Posteriormente, com vocações brasileiras, foi possível erigir um Comissariato de Pernambuco. Este se tornou regido de maneira autónoma pelos próprios brasileiros quando os espanhóis retornaram à sua pátria. Após a transformação em Província (1949), deram-se as fundações de Campina Grande (1953) e de ]]Camocim de São Félix]] (1953). Em 1967 foram fechados a casa de Gameleira e o convento de Campina Grande. O convento de Piedade  em Jaboatão dos Guararapes  foi restaurado em 1990. Pelo aumento das atividades vocacionais-formativas e missionárias foram erigidos recentemente os conventos de Petrolina (1998), Cajueiro Seco - Jaboatão dos Guararapes (1999), Carmópolis (2000), Aracaju (2002).
Reforçada de contínuo com vocações holandesas, além das brasileiras, em 1922, reergue-se a Província do Rio de Janeiro que foi, antes do Concílio Vaticano II, uma das maiores da Ordem. Foram restaurados vários conventos: Lapa no Rio de Janeiro (1904), São Paulo (1905), Angra dos Reis (1906), Santos (1906), Itu (1917), Mogi das Cruzes (1919). Novas fundações são: São Paulo (Itaim Bibi, 1940), Belo Horizonte (1941), Rio de Janeiro (Vicente de Carvalho, 1947), Jaboticabal (1948), Unaí (1965) e Brasília; também se abriram várias residências (Taguatinga, etc.) e foram feitas algumas outras tentativas de fundações. 
Em 1929 os Carmelitas da Província do Rio tomavam o encargo de desenvolver a Prelazia Apostólica de Paracatu, hoje diocese.
Em 1952 a esta Província foram unidos os dois conventos sobreviventes (Salvador e Cachoeira) da Província da Bahia, que até aquele tempo eram ajudados pelos padres espanhóis de Pernambuco. Em 1954 alguns Padres da Província do Rio foram a Portugal para a restauração da Ordem naquela terra.
Desde o ano de 1951, religiosos da Província da Alemanha Superior trabalham no Paraná, formando o Comissariado Carmelita do Paraná (erigido em 1955), com fundações de vários conventos (Paranavaí 1951, Graciosa 1959, Curitiba 1967, Dourados 1984 e Rolim de Moura 1994) e incrementando as vocações locais.
Actualmente (dados de 2001) os Carmelitas, em duas Províncias e um Comissariado, presentes no Brasil são 155, incluindo 5 bispos. Trabalham em paróquias, comunidades de base, e alguns dedicam-se ao ensino em estabelecimentos públicos ou particulares. Mantém os Museus do Carmo da Bahia, da Lapa no Rio e o de Camocim de São Félix em Pernambuco, e outras atividades particulares. A Província de Pernambuco, em 1998, assumiu um compromisso missionário no continente africano em Gorongosa, Moçambique.

### Outros membros do Carmelo Brasileiro
As monjas carmelitas chegaram ao Brasil em 1948, quando Dom Gabriel Paulino Bueno Couto era bispo auxiliar de Jaboticabal. Aí foi criado um mosteiro, com monjas provenientes da Holanda, e hoje floresce com vocações brasileiras. No ano 2001 a comunidade tinha 11 monjas. Outra fundação, em 1991, foi em Paranavaí, onde vivem 8 monjas.
As irmãs carmelitas de vida ativa aparecem no ocaso do século XIX, quando a primeira Congregação feminina brasileira é iniciada. Uma viúva, Rita da Cássia Aguiar, toma o hábito da Ordem no Carmo da Lapa (Rio de Janeiro), recebendo-o do prior Frei Carmelo Pastor Mol, em 2 de Dezembro de 1899, tomando o nome de Maria das Neves. Pouco a pouco a Congregação se organiza e toma o nome de Irmãs Carmelitas da Divina Providência, que se dedicam a servir a comunidade humana e eclesial, através principalmente de atividades de educação e saúde, com atenção especial aos mais pobres. Atualmente (dados de 2001) a Congregação tem 44 casas nas várias dioceses do país com 291 irmãs; e uma missão no Equador.
Em 1938, Frei José Maria Casanova Magret inicia também no Nordeste uma nova Congregação religiosa feminina: as Irmãs Missionárias Carmelitas de Jesus. Com algumas jovens e uma religiosa egressa beneditina dá inicio ao grupo que logo cresce e considera como fundadora a Madre Carmelita (Afra de Sá Ferraz). Atualmente (dados de 2001) a Congregação que tem 68 irmãs e 14 casas em dioceses das Regiões Nordeste e Norte, trabalha nos campos da educação, assistência a menores e pobres, e saúde.
Em 1948 as Irmãs Carmelitas Missionárias de Santa Teresa do Menino Jesus (fundadas na Itália em 1925) assumiram uma casa em Paracatu para o serviço da Prelazia, hoje diocese. Atualmente estão difundidas com religiosas brasileiras, em 10 casas, nos estados de Paraná, São Paulo, Minas Gerais, Goiás e Distrito Federal, exercendo atividades de educação das crianças e da juventude e outros trabalhos pastorais nas dioceses.
Desde o ano 1986 temos a presença das Carmelitas do Instituto de Nossa Senhora do Carmelo, em Manaus.
Enfim, a Ordem Terceira do Carmo, que teve sua autorização e criação em 26 de janeiro de 1587. Difundiu-se rapidamente em muitos lugares. Atualmente os sodalícios continuam numerosos e atuantes nas várias partes do Brasil. Nos Estados de Minas Gerais, São Paulo, Rio de Janeiro, Bahia e Distrito Federal, os sodalícios são 47; mas, no entanto alguns estão em fase de reestruturação. Conjuntamente com os grupos de estilo tradicional, encontramos a fraternidade de Carmelitas Leigos de Belo Horizonte, dirigida pelos próprios leigos para viver no mundo o espírito do Carmelo. Existe também no Rio uma comunidade da Família Missionária “Donum Dei”, instituição filiada à Ordem em 1987.
As Confrarias do Escapulário estão espalhadas em todos os Estados da Federação brasileira. Muitas destas confrarias têm uma longa história e tradição. De 1910 a 1980 o número total de confrarias erigidas é de 146. Além destas, de recente, só na diocese de Petrolina, nestes últimos anos, elas são mais de 100.
Para completar esta nota sobre o Carmelo no Brasil, é oportuno lembrar que os Carmelitas Descalços tinham uma presença no Brasil na época colonial com religiosos da Província lusitana na Bahia e Pernambuco. Após a independência (1822) foram expulsos do país porque eram a favor de Portugal. Só retornaram em 1911; e hoje estão presentes em várias partes do país com duas Delegações Provinciais e uma Província. As monjas Descalças estão presentes no Brasil desde o ano 1742 e estão difundidas com casas em várias dioceses. Também estão presentes algumas Congregações femininas de Irmãs Carmelitas agregadas aos Descalços: Carmelitas Missionárias Terceiras Descalças (chegadas da Espanha em 1959), Carmelitas Servas dos Pobres (fundadas no Rio de Janeiro, em 1950 para a recristianização da família operária e assistência aos pobres), Carmelitas da Caridade (chegadas da Espanha, em 1952), Carmelitas Missionárias (chegadas da Colômbia em 1988).
O Brasil é hoje o país da América Latina onde o Carmelo tem uma presença mais forte. Como um todo e uma família, o Carmelo brasileiro está a crescer lentamente, mas está a crescer. Face aos vários problemas e desafios, a Família Carmelitana transmite os valores carmelitas de formar comunidades de oração no meio do povo, tendo como base a leitura orante da palavra e estando ao redor da mesa eucarística.